# Lloret de Mar
Lloret de Mar es un municipio y localidad española de la provincia de Gerona, en la comunidad autónoma de Cataluña. El término municipal, ubicado junto al mar Mediterráneo, en la Costa Brava, pertenece a la comarca de la Selva y tiene una población de 42 600 habitantes (INE 2024).

## Geografía
La extensión del término municipal es de 48,77 km² y está formado por el núcleo urbano y por una serie de vecindarios y urbanizaciones (muchas de ellas de segunda residencia) distribuidas a lo largo del municipio, que hacen que Lloret sea muy disperso a nivel territorial. La zona urbanizada ocupa en total 1473 ha y hay 39 urbanizaciones. Dentro de su término municipal se encuentran siete playas con un total de 7 km de costa que explican que Lloret sea uno de los destinos turísticos más importantes de Cataluña.[cita requerida]
Limita al oeste con Vidreras y Massanet de la Selva, al este con el mar Mediterráneo, al norte con Tosa de Mar y al sur con Blanes.

### Clima
Observa un clima mediterráneo litoral, con temperaturas siempre mucho más suaves debido al efecto térmico moderador del mar. El Mediterráneo es un mar cálido todo el año, de manera que el efecto suavizador de las temperaturas que lo caracteriza es más evidente en invierno que no en verano. La sequía estival de este clima suele durar tres meses y las precipitaciones máximas se concentran en otoño.
| Parámetros climáticos promedio de Lloret de Mar durante los años 1997 al 2001 | Parámetros climáticos promedio de Lloret de Mar durante los años 1997 al 2001 | Parámetros climáticos promedio de Lloret de Mar durante los años 1997 al 2001 | Parámetros climáticos promedio de Lloret de Mar durante los años 1997 al 2001 | Parámetros climáticos promedio de Lloret de Mar durante los años 1997 al 2001 | Parámetros climáticos promedio de Lloret de Mar durante los años 1997 al 2001 | Parámetros climáticos promedio de Lloret de Mar durante los años 1997 al 2001 | Parámetros climáticos promedio de Lloret de Mar durante los años 1997 al 2001 | Parámetros climáticos promedio de Lloret de Mar durante los años 1997 al 2001 | Parámetros climáticos promedio de Lloret de Mar durante los años 1997 al 2001 | Parámetros climáticos promedio de Lloret de Mar durante los años 1997 al 2001 | Parámetros climáticos promedio de Lloret de Mar durante los años 1997 al 2001 | Parámetros climáticos promedio de Lloret de Mar durante los años 1997 al 2001 | Parámetros climáticos promedio de Lloret de Mar durante los años 1997 al 2001 |
| Mes                                                                           | Ene.                                                                          | Feb.                                                                          | Mar.                                                                          | Abr.                                                                          | May.                                                                          | Jun.                                                                          | Jul.                                                                          | Ago.                                                                          | Sep.                                                                          | Oct.                                                                          | Nov.                                                                          | Dic.                                                                          | Anual                                                                         |
| ----------------------------------------------------------------------------- | ----------------------------------------------------------------------------- | ----------------------------------------------------------------------------- | ----------------------------------------------------------------------------- | ----------------------------------------------------------------------------- | ----------------------------------------------------------------------------- | ----------------------------------------------------------------------------- | ----------------------------------------------------------------------------- | ----------------------------------------------------------------------------- | ----------------------------------------------------------------------------- | ----------------------------------------------------------------------------- | ----------------------------------------------------------------------------- | ----------------------------------------------------------------------------- | ----------------------------------------------------------------------------- |
| Temp. máx. media (°C)                                                         | 14.8                                                                          | 16.9                                                                          | 20.1                                                                          | 19.9                                                                          | 24.1                                                                          | 27.9                                                                          | 29.8                                                                          | 30.8                                                                          | 27.5                                                                          | 23.0                                                                          | 17.4                                                                          | 15.4                                                                          | 22.1                                                                          |
| Temp. mín. media (°C)                                                         | 4.5                                                                           | 4.6                                                                           | 6.6                                                                           | 7.5                                                                           | 11.9                                                                          | 15.4                                                                          | 17.0                                                                          | 18.2                                                                          | 15.4                                                                          | 12.2                                                                          | 6.8                                                                           | 4.6                                                                           | 10.1                                                                          |
| Precipitación total (mm)                                                      | 56.2                                                                          | 13.6                                                                          | 16.9                                                                          | 42.2                                                                          | 34.2                                                                          | 32.9                                                                          | 28.4                                                                          | 23.8                                                                          | 62.2                                                                          | 33.2                                                                          | 68.5                                                                          | 55.2                                                                          | 467.3                                                                         |
| [cita requerida]                                                              |                                                                               |                                                                               |                                                                               |                                                                               |                                                                               |                                                                               |                                                                               |                                                                               |                                                                               |                                                                               |                                                                               |                                                                               |                                                                               |

## Historia
Hay vestigios de las épocas ibérica y romana en varios yacimientos arqueológicos. En la Edad Media, aparece documentado por primera vez en 966 con la forma Lauredo, una versión de la palabra latina "lauretum" (laurel). Como muchas poblaciones costeras del Mediterráneo, Lloret padeció frecuentes incursiones de los sarracenos durante la Edad Media. Se dice que la tradición del baile de "Ses Almorratxes" se originó en aquella época.
El núcleo actual de la población se formó en el siglo XV alrededor de la playa (anteriormente, se hallaba a 1 km tierra a dentro, para evitar o si fuera necesario para prepararse a los ataques de los piratas, y junto a la ermita de Les Alegries, que fue la iglesia principal de la villa antes de que se edificase la actual iglesia de San Román). A partir del siglo XVIII el puerto de Lloret (actualmente sin vestigios) fue tomando cada vez mayor importancia gracias al comercio, del que son recuerdo las casas edificadas por los indianos.

### Edad Antigua

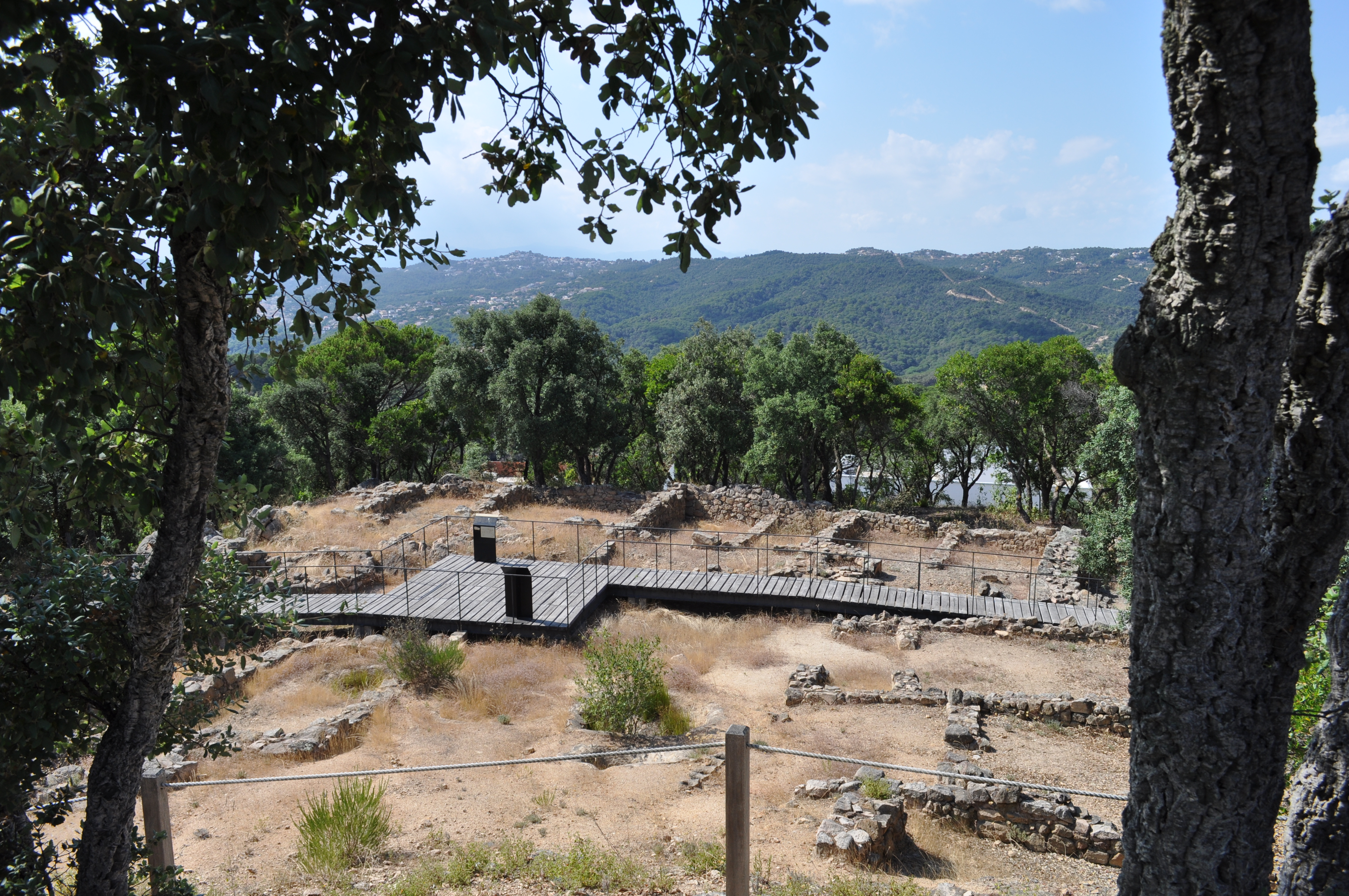
Yacimiento de Puig de Castellet, en Lloret de Mar

Los primeros pobladores de Lloret de Mar fueron los indigetes, una de las tribus de los íberos que habitaban la Cataluña actual. Los yacimientos de Montbarbat, Puig de Castellet y el del Turó Rodó son vestigios de su asentamiento: habitaron en la zona entre el siglo IV a. C.. al siglo I d. C. El poblado ibérico de Puig de Castellet solo estuvo activo durante un periodo algo menor a los 50 años (entre el 250 al 200 a C). Se trataba de un recinto amurallado de forma pentagonal con una panorámica de la línea de costa, desde la desembocadura del río Tordera hasta el extremo oriental de la playa de Lloret, siendo un punto de vigilancia para controlar la costa. En las diversas excavaciones realizadas se han encontrado restos de cerámica ibera emporitana, ánforas ibéricas y púnicas, materiales de bronce y herramientas agrícolas de hierro.
El poblado ibérico de Montbarbat es el mayor de los tres con 5500 m² de extensión; el del Turó Rodó era el que se encontraba más cercano al mar. El material arqueológico hallado, sitúa cronológicamente estos recintos con el dominio cartaginés en la Península, su expansión hacia el norte y la segunda guerra púnica que derrotó a los indigetes en el 195 a. C. Los asentamientos no fueron destruidos por los romanos sino abandonados por los propios indigetes.
Según algunos[cita requerida] estudiosos, es probable que en el siglo I a. C.. llegasen los primeros romanos a la costa de Lloret, asentándose en la playa de Fenals. Las excavaciones realizadas muestran unas estructuras de grandes dimensiones que se utilizaban a modo de naves industriales donde se comercializaba la cerámica que producían con sus hornos. Las excavaciones arqueológicas realizadas alrededor de la actual ermita de Sant Quirico, también permiten asegurar la existencia de una basílica paleocristiana y de una necrópolis que dataría del siglo IV d. C.

### Edad Media
La primera mención documental de Lloret de Mar data del año 966. El texto, que se encuentra en la Biblioteca de Cataluña, volumen 572 del fondo de manuscritos (PonsGuri 1989d), recoge la donación del alodio de la villa de Tosa de Mar efectuada por importantes magnates de la Cataluña del siglo X, actuando como albaceas de Miró de Barcelona conde de Barcelona y Gerona, al Monasterio de Santa María de Ripoll. En el documento se señalan sus límites, a sur "in madre magnum", poniente "in ter de Loredo, siue in riuo de Canelles" y al norte "in IPSA Palomarias de Uillanova siue in Caldes".
Sin embargo, no fue hasta el año 1001, cuando se formó el alodio de Lloret, a raíz de que el conde Ramón Borrell de Barcelona lo segregó del término de Massanet de la Selva para cederlo al vizconde gerundense Sunifredo II de Cerdaña. El alodio o dominio señorial de Lloret se mantuvo en manos de los vizcondes de Gerona, hasta el año 1041, nueve años después de que, tras el conflicto entre las dos hijas de Amat de Montsoriu y nietas de Sunifredo en el 1032, Ermessenda y Sicardia, se acordó que la segunda renunciaría a los derechos heredados de sus padres a favor de la primera, esposa de Guerau de Cabrera, a cambio del término de Lloret.

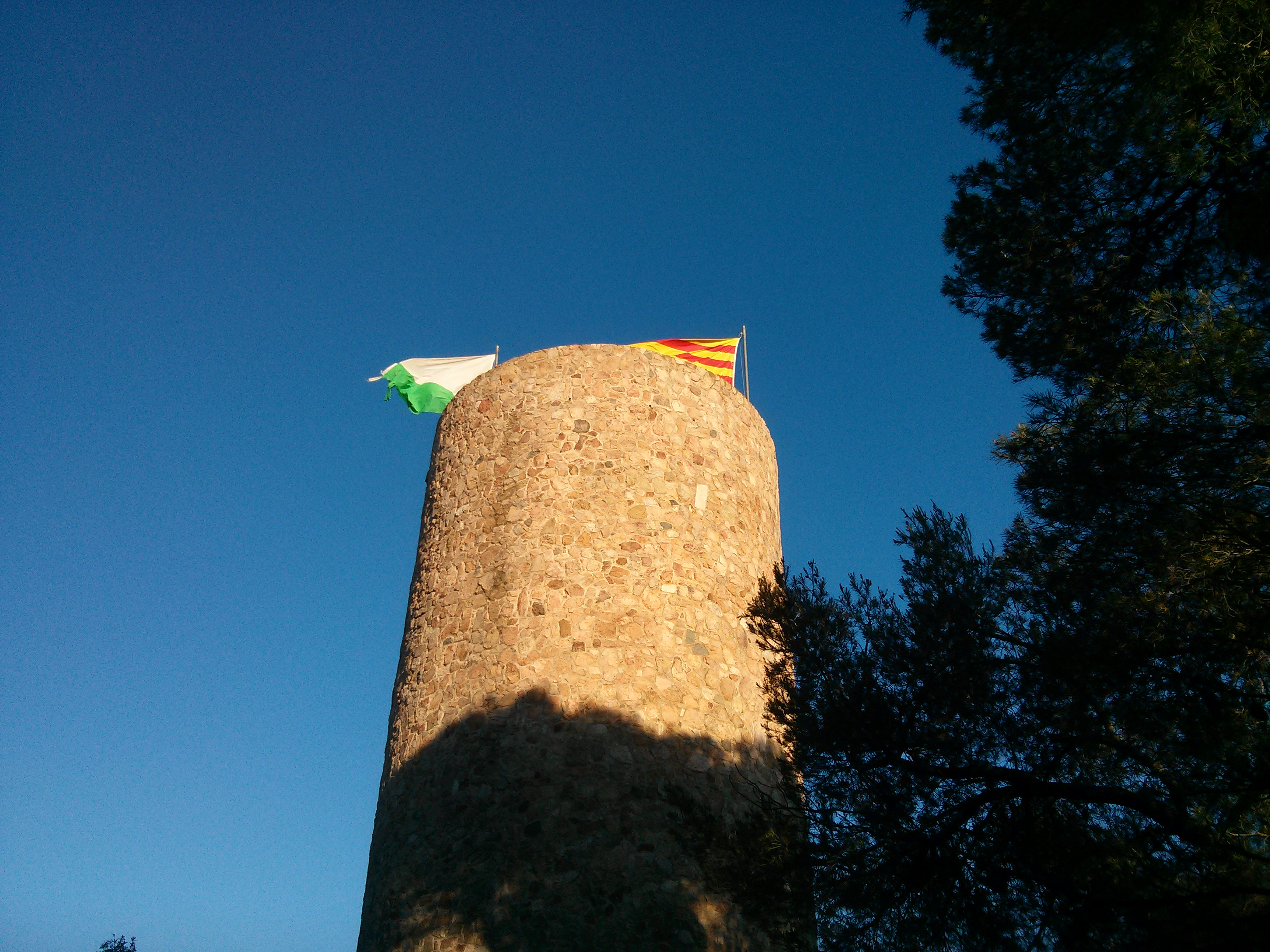
Réplica moderna de la torre del homenaje del Castillo de San Juan de Lloret de Mar

Probablemente de esta época, también data la construcción del castillo de San Juan situado en la cima de la montaña que separa la playa de Lloret de la de Fenals. La edificación gozaba de una vista extraordinaria y se utilizaba tanto de vigía como de refugio por los lloretenses cuando la población estaba en peligro. Disponía de una capilla, la de San Juan, que al principio se encontraba dentro del lugar fortificado y que cambió de lugar por peligro de derrumbamiento pero nunca se indica dónde fue trasladada.
La señora de Lloret, Sicardis, promovió y facilitó la construcción de la capilla de San Román (la actual ermita de las Alegrías) en un territorio propio que no llegaba al mar. Más tarde, en 1079, logró que se consagrara como iglesia y días más tarde, también se consagró la iglesia de San Juan del Castillo de Lloret. En el 1165 la Catedral de Gerona se convierte en el único dueño del castillo de Lloret, pero este hecho no se reconoce hasta el 1217. El Capítulo de Gerona llevaba la administración de todo su patrimonio a través de doce pavordías y para distinguirlas, cada una de ellas recibía el nombre de un mes del año. Y cada pavordía estaba regida por un prepósito, pavorde, babor o administrador, que podía residir o no en la localidad administrada. La pavordía que se ocupaba de los bienes de Lloret era la del mes de noviembre.
En ese momento, Lloret era una dispersión de casas de campo que, mayoritariamente, estaban situadas en la zona del interior y no extraña que la primera parroquia de San Juan estuviera tan alejada del actual núcleo urbano de Lloret. Según el historiador Elvis Mallorquí, las primeras referencias que se tienen del establecimiento de los lloretenses en la orilla del mar son de 1262, fecha a partir de la cual se produce un rápido crecimiento de fogajes y personas hasta alcanzar los 36 fuegos u hogares -unas 160 personas - en 1346, poco antes del estallido de la peste negra y de la incursión de los genoveses, que en el año 1353 saquearon e incendiaron el poblado marítimo de Lloret. Como muchas poblaciones costeras del Mediterráneo, Lloret padeció frecuentes incursiones de los sarracenos durante la Edad Media. Se dice que la tradición del baile de "Ses Almorratxes" se originó en aquella época.
Los lloretenses que vivían cerca del mar se dedicaban a comercializar los productos del interior (leña, madera, carbón...) y, practicaban la pesca y la navegación de cabotaje que, paulatinamente, fue cogiendo más importancia. A mitad del siglo XIV se produjeron dos hechos que estremecieron la población lloretense. En primer lugar, la peste negra (extendida por toda Europa) que provocó estragos entre la población. Y segundo, como consecuencia de la guerra que enfrentó Pedro III de Aragón con los genoveses, se produjo una incursión de estos en el término provocando la destrucción y el incendio de las casas que estaban cerca de la playa y destrozando el castillo (reconstruido unos años más tarde). El censo del año 1359 en Lloret, quedó en solo 67 fuegos u hogares (unos 320 habitantes). Los italianos crearon incluso el barrio de Venecia y se dice que adornaban sus barcas de pescadores como góndolas venecianas haciendo procesiones por mar. Asimismo se comenzó a creer en santos y vírgenes de tradición italiana como la Virgen de Loreto, Santa Rosalía, San Sebastián y Santa Cristina, que se convirtió en la patrona de Lloret.
En el 1446 los lloretenses empiezan a pedir la incorporación de su territorio a la Corona. La reina María de Castilla (reina de Aragón) les otorgó protección para que pudieran iniciar el pleito pero, sin embargo, se produjo una fuerte tensión entre la pavordia y los llorentenses. La reina María, incluso, mandó que se aclarara la muerte del lloretense Gaspar Guinard porque, al parecer, había sido maltratado por el prepósito.

### Edad Moderna
El núcleo actual de la población se formó en el siglo XV alrededor de la playa (anteriormente, se hallaba a 1 km tierra adentro, para evitar o si fuera necesario para prepararse a los ataques de los piratas, y junto a la ermita de Les Alegries).

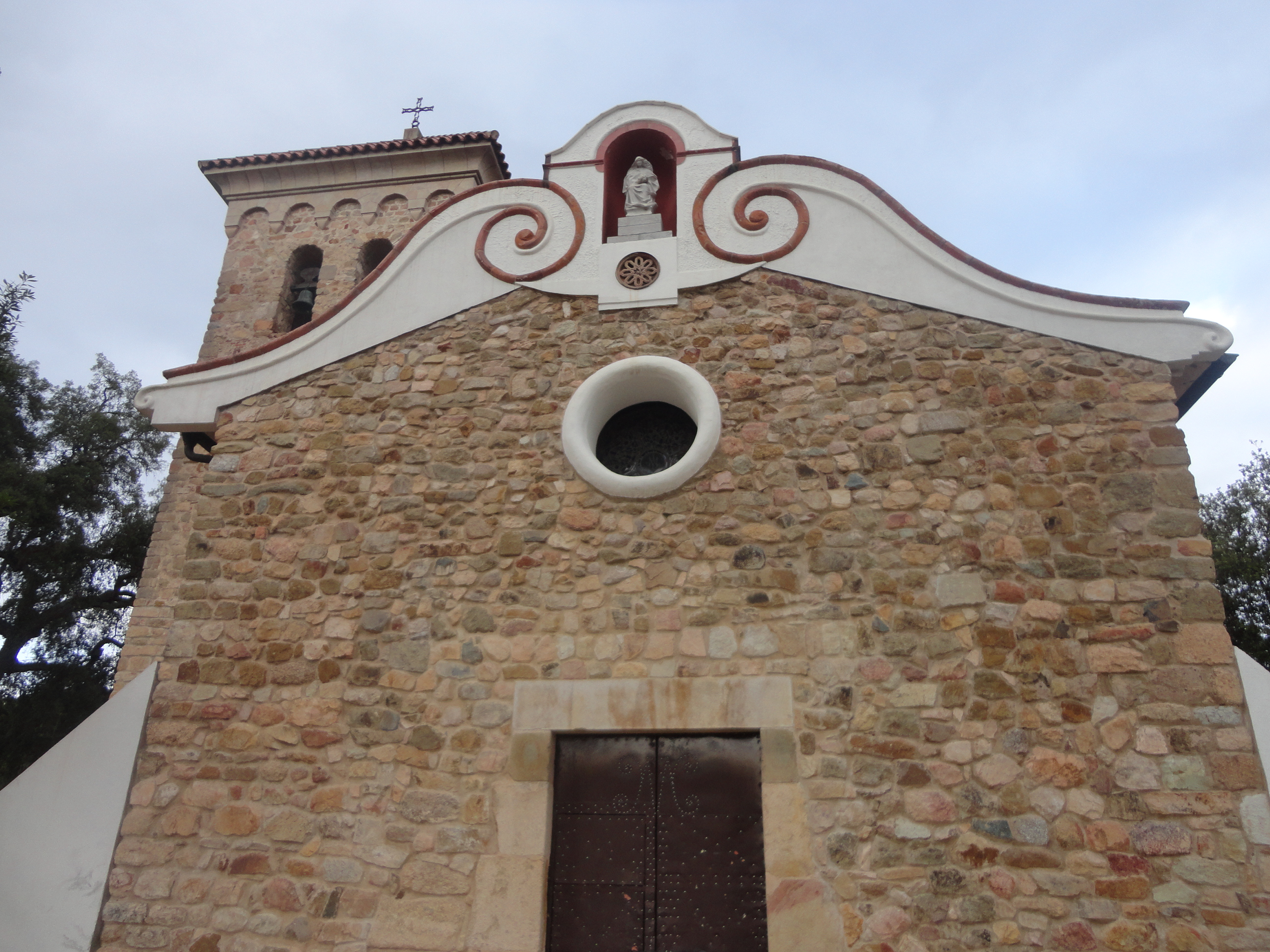
Santuario de la Madre de Dios de les Alegries, Lloret de Mar

No se sabe con certeza cuánto tiempo duró la división de las capillas, la de San Juan y la de San Román (Les Alegries), pero lo que sí se conoce es que a mediados del siglo XV ya se planteaba construir una nueva iglesia parroquial, cercana al lugar donde habitaban los pescadores y los marineros. Las obras comenzaron en 1509 y terminaron en 1522 y el coste total fue de 3000 libras. La iglesia fue construida según el estilo gótico catalán del momento y se decidió que la nueva parroquia también debía servir de refugio a los feligreses durante las incursiones de los piratas. Así, el campanario fue almenado y provisto de aspilleras y, la puerta de entrada (que era levadiza) corría por dentro de un surco bien profundo. En 1541, los jurados de la Universidad de Lloret encargan la decoración del altar mayor a los pintores Pere Serafí ("El Griego") y Jaume Fontanet.
El siglo XVII se caracteriza por los daños y las penurias que azotaron Lloret: guerras, pestes, temporales, hambre... Los lloretenses decidieron trasladar la imagen de Santa Cristina de su ermita a la iglesia parroquial, para poder dirigir mejor sus oraciones y con la confianza de que conseguirían una mayor influencia.
El siglo XVIII destaca por conflictos de la población. Con la guerra de Sucesión Española, a comienzos del siglo, Lloret tuvo que contribuir con hombres, arrieros, alojamiento, leña, dinero y los lloretenses empezaban a sentirse molestos porque las tropas que alojaban cometían gran cantidad de abusos e injusticias. Para intentar frenar los abusos de los soldados, en el 1711 el Consejo de Castilla determinó que se haría un regalo al conde de Harcourt (que se encontraba en Hostalric) de unas cuarterolas de vino y un capazo de pescado. Pero la comitiva que llevara el presente, debía informar de los desórdenes que cometían sus soldados entre los términos de Lloret de Mar y Blanes.
Entre los años 1764 al 1772, se construyó la nueva ermita de Santa Cristina (el primer documento donde se cita la ermita, propiedad de la Obrería de Santa Cristina, es del año 1422). Para obtener caudales para los gastos de la construcción se vendieron joyas, candelabros de plata, se talaron bosques que eran propiedad de la Obrería y se organizaron todo tipo de colectas. Incluso el rector, de acuerdo con el obispado, dio permiso para pescar los domingos con la condición de que los beneficios se otorgaran a las obras. A pesar de ello, los ingresos más importantes provinieron de los marineros y armadores.
En aquella época, ya había muchos navegantes lloretenses que iban a América de una forma más o menos declarada. Pero, en 1778, el rey Carlos III promulgó el Decreto del Libre Comercio con las colonias americanas. Este hecho, supuso un gran impulso para la actividad marinera de Lloret porque, a partir de entonces, los barcos lloretenses ya podían navegar libremente hacia América. Según el censo de Floridablanca, en 1787 ya habían 590 matriculados (nombre que se refería a la gente relacionada con el mundo del mar), cifra sorprendente si se considera que en aquellos momentos, la población lloretense era de 2573 personas.
En 1788 los pescadores lloretenses se negaron a pagar el diezmo del pescado o ribera al capítulo de la catedral. El ayuntamiento, la vecindad y los cerdans (gente de la Cerdanya que pasaban el invierno trabajando en la costa) se pusieron al lado de los pescadores y se produjo un fuerte enfrentamiento entre las autoridades que representaban a los canónigos y el pueblo que defendía la actitud de los pescadores. Se concentró mucha gente que gritaban "No paguéis, no paguéis... que el Ayuntamiento no lo quiere". En medio de la confusión y el griterío empezaron a tirar piedras y naranjas para herir a las autoridades y les insultaron llamándoles ladrones y traidores. Fueron procesados y condenados varios vecinos y, como siete de los ocho procesados se llamaban José, este motín fue conocido históricamente con el nombre de la «Revuelta de los Josés». La revuelta reivindicaba al rey y al Supremo Consejo de Hacienda, que la jurisdicción civil y criminal de Lloret se incorporasen a la Corona. El pueblo ganó el pleito (duró diecisiete años) y a partir de ese momento, los alcaldes dejaron de ser nombrados por canónigos para pasar a ser nombrados por el propio rey.

#### LosAmericanos
A partir del siglo XVIII el puerto de Lloret (actualmente sin vestigios) fue tomando cada vez mayor importancia gracias al comercio, del que son recuerdo las casas edificadas por los indianos o americanos. Muchos lloretenses participaban en el negocio que suponía cada viaje a América y ponían dinero para la construcción del buque o para la adquisición de la mercancía. Un capitán de barco no era, pues, un mero transportista, sino un especulador que intentaba sacar el mayor beneficio que podía de la carga que llevaba. Algunos de los capitanes de aquellos veleros decimonónicos han pasado a formar parte de la historia local. Entre los más famosos se encuentran Agustí Conejo, Agustí Domenech, Pau Domènech, Josep Esquí, Josep Macià, Joan Bautista Mataró, Silvestre Parés, Agustí Vilà, y Antoni Vilà. El comercio transoceánico del siglo XIX dinamizó la vida de los pueblos costeros y, al mismo tiempo, abrió los ojos de la gente ante las posibilidades de enriquecerse que ofrecían las tierras americanas. Fueron muchos los emigrantes que, aprovechando la facilidad de ida a América por medio de los barcos de la época, se instalaron en el Nuevo Continente con la intención de hacer fortuna a base de trabajo constante.
Los que iban a ultramar lo hacían de pequeños (a los trece o catorce años de edad) y, a menudo, llevaban una recomendación para un amigo o un familiar y que los acogía o les facilitaba la primera ocupación. Más tarde, cuando podían, se plantaban por su cuenta y algunos se convirtieron en grandes financieros, banqueros o propietarios. La mejor época de la presencia lloretense en América, especialmente en Cuba, fue entre 1840 y 1880. Después, hasta 1900, empezó el declive de la marina mercante. Entre los lloretenses que destacaron en América en diversos campos y en diferentes lugares están Narciso Gelats Durall (banquero), Narciso Macià Domènech (empresario), Pedro Narciso Domènech Parés (canónigo), Josep Surís Domènech, Pere Codina Mont (actor) y Constantino Ribalaigua que creó el cóctel daiquiri. Si allá hacían fortuna, tarde o temprano, volvían a la villa nativa. Eran los americanos o indianos que habían emigrado a América, habían hecho fortuna y habían vuelto al lugar con una importante cantidad de dinero que les permitía vivir de renta. Les recibía la orquesta de la población al llegar, repartían habanos y más tarde se casaban con una muchacha joven cuya familia lo consentía para salir así de la miseria. Derribaban la vieja casa solariega y se hacían construir una mansión señorial, neoclásica, ecléctica o ya modernista. También construían un suntuoso mausoleo en el cementerio nuevo modernista y, si la fortuna era sólida, contribuían en obras filantrópicas.
De entre los americanos lloretenses se puede destacar a Juan Sureda Guinart, Salvador Garriga Garriga y Nicolau Font Maig. Habitualmente, en los capítulos testamentarios de los americanos, la mujer viuda no podía volver a casarse: perdía los derechos a la herencia. Los que volvían de América sin hacer fortuna se decía de ellos irónicamente que «habían perdido su maleta en el Estrecho» y, por lo tanto, nadie les consideraba americanos.

#### "Costas las de Levante, playa la de Lloret"

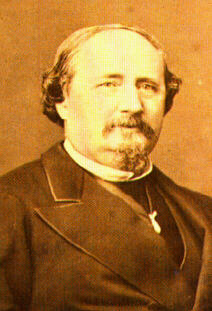
Emilio Arrieta, compositor de la opereta Marina

El 21 de septiembre de 1855 se estrenó en Madrid la opereta Marina, con letra de Francisco Camprodón y música de Emilio Arrieta.
«Costas las de Levante, playa la de Lloret.»
Letra de Francisco Camprodón, música de Emilio Arrieta
Camprodon, diputado en las Cortes, conocía bien la costa lloretense y quiso dedicarle un recuerdo. Desde el principio, esta composición pasó desapercibida pero, posteriormente, fue considerada una de las más importantes y conocidas del género lírico español. La frase «Playa de Lloret» contribuyó a una mayor popularidad de la población y se convirtió en el primer eslogan publicitario de Lloret.

#### Los inicios como destino de verano
El elevado nivel económico que se había alcanzado en ciertos sectores de la población lloretense (comerciantes, navieros y americanos) favoreció que se derribaran las viejas casas y que se levantaran pequeños palacetes neoclásicos, modernistas o eclécticos. Se edificaron las casas del paseo del Mar, de la calle San Pedro y de la plaza de España.
- En 1872, se inauguró el nuevo edificio del Ayuntamiento, de estilo neoclásico, que había sido proyectado por el arquitecto Félix de Azúa.[5]
- En 1880, también se inauguró el edificio del nuevo Hospital de Lloret que se construyó, especialmente, con la ayuda de los lloretenses que vivían en América y estaban bien situados.
- En el año 1898 el indiano Nicolau Font Maig, conde de Jaruco, reformó y restauró el santuario de San Pedro del Bosque, que había adquirido durante la desamortización, en la época de Isabel II. La iglesia fue decorada por el pintor barcelonés Enric Monserdá i Vidal, el padrón de la Virgen y las Cruces de término que se encuentran en el camino hacia el santuario fueron proyectadas por el arquitecto modernista Puig i Cadafalch, y el poeta mosén Jacinto Verdaguer reformó la letra de los gozos.
- En 1900 se inauguró el nuevo cementerio modernista, con el tiempo, reuniría un espléndido conjunto modernista, con obras de Puig i Cadafalch, Antoni Maria Gallissà y Bonaventura Conill.

El descenso de la marina y del comercio transoceánico y las pérdidas de las colonias americanas provocaron un estancamiento en la construcción de nuevos edificios públicos y privados. En el primer decenio del siglo XX, llegaron a Lloret los primeros veraneantes. En 1918 se empezaron a levantar los primeros chalets de verano, como la casa indiana de Emilio Heydrich en 1921, y en 1920 se abrió el primer hotel, el hotel "Costa Brava". Pero la guerra civil española y el periodo de posguerra trajeron restricciones y dificultades económicas y detuvieron la incipiente actividad turística de Lloret. Con todo, pronto llegaron los primeros veraneantes que procedían del área barcelonesa y que generalmente se trataban de fabricantes de textil bien situados o de ocupaciones similares.

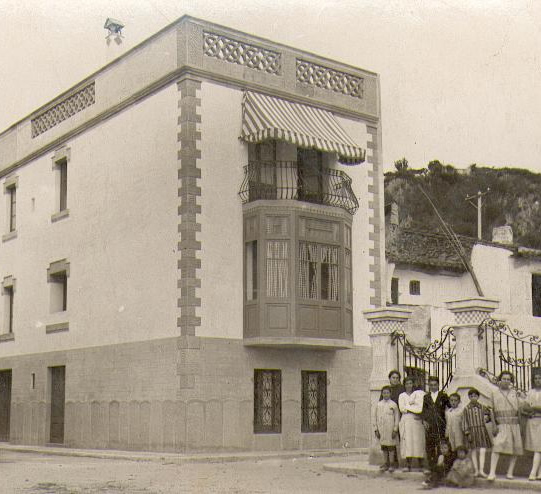
Casa de veraneantes, 1921

#### El paraíso gentil
Desde la década de 1920 Lloret de Mar había acogido, en los veranos, a selectas familias de la sociedad de Barcelona y sus alrededores, que buscaban en las playas de Lloret un ambiente agradable. Entre los veraneantes cabe mencionar a Josep Carner, uno de los poetas de Cataluña, que en 1919, en la revista D'Ací i d'Allà, bautizó Lloret con el nombre de «paraíso gentil».
Pasada la guerra civil española, la burguesía de Barcelona y su área de influencia vuelve a escoger Lloret, entre otras poblaciones costeras, como destino de vacaciones. Poco a poco, la fama de la ciudad de veraneo trasciende los límites fronterizos de España y empiezan a aparecer las primeras caras extranjeras.
Un médico odontólogo alemán, Ernest Adler (Karlsbad, 1906-Lloret de Mar, 1996), de gran prestigio en Europa en temas de medicina bucal, se establece en Lloret y contribuye a divulgar el nombre y las excelencias de la villa entre la su clientela centroeuropea.
El momento clave de la eclosión turística y de la transformación urbanística, fue a partir de 1950, donde Lloret de Mar comenzó a recibir los primeros visitantes extranjeros en mayor número. Las antiguas casas señoriales fueron cayendo y se convirtieron en hoteles e instalaciones de servicios. Las viñas fueron urbanizadas y cuando se terminaron las viñas, el bosque. Parte del paisaje fue destruido para siempre. En pocos años Lloret creció hacia el interior (barrios de Más Carbó, Mas Baell, el Molino y Puig Ventós), y a la vez se enlazan las edificaciones del núcleo urbano central con las de la zona de la playa de Fenals.
En la década de los años sesenta y setenta se aprobaron 34 urbanizaciones en el término municipal. En el año 1975 se contabilizaban 203 establecimientos hoteleros, 421 bares y restaurantes, 53 discotecas y 21 agencias de viajes. En la década de los ochenta, el número de turistas, durante la temporada alta, ya superaba los 150 000.

## Demografía
Lloret de Mar cuenta con una población de 42 600 habitantes (INE 2024).
| Gráfica de evolución demográfica de Lloret de Mar entre 1842 y 2021                                                 |
| |
| Población de derecho según los censos de población del INE Población de hecho según los censos de población del INE |

| Nacionalidad | Hombres | Mujeres | Total  | %      | Proporción |
| ------------ | ------- | ------- | ------ | ------ | ---------- |
| Española     | 12 605  | 12 222  | 24 827 | 63.7 % |            |
| Extranjera   | 7185    | 6929    | 14 114 | 36.2 % |            |

La gran parte de la inmigración procede de:
- Rusia 1894 (4,93 %)
- India 1301 (3,39 %)
- Marruecos 1232 (3,21 %)
- Argentina 1149 (2,99 %)
- Rumania 1031 (2,68 %)
- Ucrania 776 (2,02 %)
- Bulgaria 657 (1,71 %)
- Gambia 573 (1,49 %)
- Uruguay 539 (1,4 %)
- Colombia 385 (1 %)
- Francia 374 (0,97 %)[8]

## Administración y política

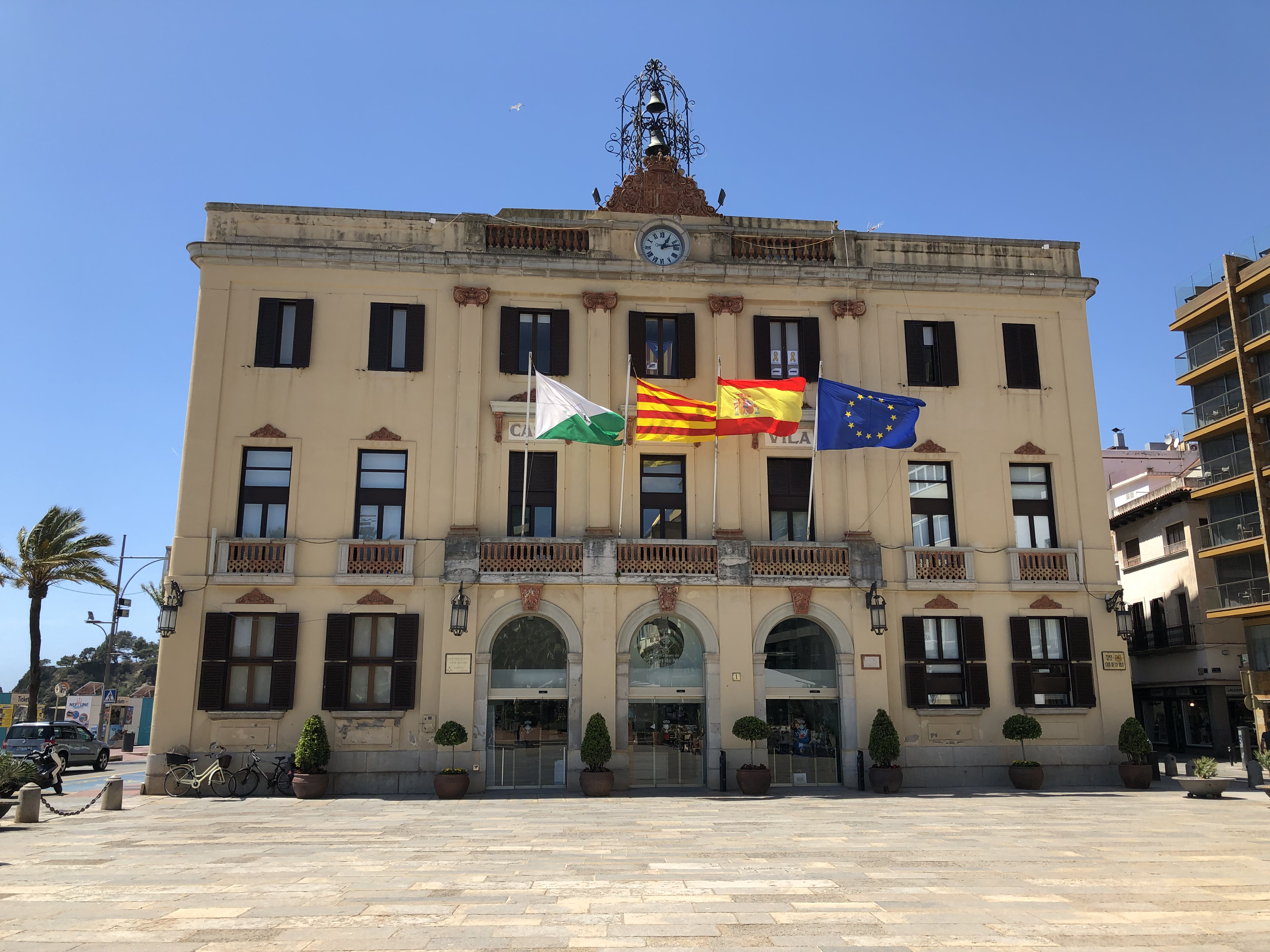
Ayuntamiento de Lloret de Mar

| Periodo   | Nombre                   | Partido | Partido                                    |
| --------- | ------------------------ | ------- | ------------------------------------------ |
| 1979-1983 | Joan Domènech i Moner    |         | Convergència i Unió (CiU)                  |
| 1983-1987 | Josep Sala Montero       |         | Partit dels Socialistes de Catalunya (PSC) |
| 1987-1991 | Jordi Martínez Planas    |         | Convergència i Unió (CiU)                  |
| 1991-2002 | Josep Sala Montero       |         | Partit dels Socialistes de Catalunya (PSC) |
| 2002-2003 | Lucía Echegoyen Lerga    |         | Partit dels Socialistes de Catalunya (PSC) |
| 2003-2011 | Xavier Crespo i Llobet   |         | Convergència i Unió (CiU)                  |
| 2011-2015 | Romano Codina i Maseras  |         | Convergència i Unió (CiU)                  |
| 2015-2019 | Jaume Dulsat i Rodríguez |         | Convergència i Unió (CiU)                  |
| 2019-2023 | Jaume Dulsat i Rodríguez |         | Junts per Catalunya (JxC)                  |
| 2023-act. | Adrián Lamelas Martínez  |         | Partit dels Socialistes de Catalunya (PSC) |

| Partido político                                         | 2023  | 2023  | 2023       | 2019  | 2019  | 2019       | 2015  | 2015  | 2015       | 2011  | 2011  | 2011       | 2007  | 2007  | 2007       |
| Partido político                                         | %     | Votos | Concejales | %     | Votos | Concejales | %     | Votos | Concejales | %     | Votos | Concejales | %     | Votos | Concejales |
| Partit dels Socialistes de Catalunya (PSC)               | 27,40 | 2860  | 8          | 18,42 | 2151  | 5          | 12,64 | 1357  | 3          | 16,45 | 1653  | 4          | 20,93 | 1957  | 5          |
| Junts per Catalunya (JxC)-Convergència i Unió (CiU)      | 16,17 | 1688  | 4          | 24,17 | 2822  | 6          | 22,53 | 2418  | 6          | 27,49 | 2762  | 7          | 44,82 | 4191  | 11         |
| Partit Demòcrata Europeu Català (PDeCAT)                 | 12,08 | 1261  | 3          | —     | —     | —          | —     | —     | —          | —     | —     | —          | —     | —     | —          |
| Esquerra Republicana de Catalunya (ERC)                  | 10,12 | 1057  | 2          | 12,74 | 1488  | 3          | 10,53 | 1130  | 2          | 6,99  | 702   | 1          | 6,34  | 593   | 1          |
| IdSelva                                                  | 8,33  | 870   | 2          | 1,57  | 184   | 0          | —     | —     | —          | —     | —     | —          | —     | —     | —          |
| Vox                                                      | 6,70  | 700   | 1          | —     | —     | —          | —     | —     | —          | —     | —     | —          | —     | —     | —          |
| En Comú Podem (ECP)-Iniciativa per Catalunya Verds (ICV) | 6,25  | 653   | 1          | 8,07  | 942   | 2          | 9,11  | 978   | 2          | 7,60  | 763   | 1          | 7,25  | 678   | 1          |
| Partit Popular de Catalunya (PP)                         | 4,37  | 457   | 0          | 3,53  | 413   | 0          | 6,43  | 690   | 1          | 9,27  | 931   | 2          | 8,92  | 834   | 2          |
| Ciutadans (CS)                                           | 3,10  | 324   | 0          | 14,41 | 1682  | 4          | 7,90  | 848   | 2          | 1,02  | 102   | 0          | —     | —     | —          |
| Millor                                                   | —     | —     | —          | —     | —     | —          | 16,59 | 1781  | 4          | 23,36 | 2347  | 6          | 3,17  | 296   | 0          |
| Força                                                    | —     | —     | —          | 6,53  | 763   | 1          | —     | —     | —          | —     | —     | —          | —     | —     | —          |
| EN LLORET S                                              | —     | —     | —          | —     | —     | —          | 5,87  | 630   | 1          | —     | —     | —          | —     | —     | —          |
| Grup Independent Lloret (GRILL)                          | —     | —     | —          | —     | —     | —          | —     | —     | —          | 4,11  | 413   | 0          | 6,53  | 611   | 1          |

## Monumentos y lugares de interés
- Iglesia de San Román: Iglesia gótica con influencias renacentistas construida entre los años 1509 y 1522.
- Can Font: Casa modernista indiana en el casco antiguo del pueblo.
- Castillo de San Juan: Este castillo medieval del siglo XI tuvo originalmente una finalidad defensiva y servía para contrarrestar los ataques de los piratas e invasores turcos, ingleses y franceses. La fortaleza supuestamente fue usada hasta el siglo XVII. En la actualidad solo se conserva en buen estado la Torre del Homenaje, que fue restaurada en el 1992.
- Cementerio modernista
- Poblado ibérico de Puig de Castellet.
- Poblado ibérico de Montbarbat.
- Santuario de San Pedro del Bosque.
- Monumento al Ángel.
- Oratorio de la Virgen de Gracia.
- Monumento a la Mujer Marinera.
- Ermita de Santa Cristina
- Ermita de las Alegrías
- Ermita de San Quirico
- Jardín Botánico Santa Clotilde: fue finalizado en el 1919, son obra del constructor Nicolau Maria Rubió i Tudurí. Intentó aunar elementos renacentistas y los conocimientos del arte de la jardinería italiana con los dictados marcados por su cliente, el marqués de Roviralta.
- Museo de Mar - Can Garriga

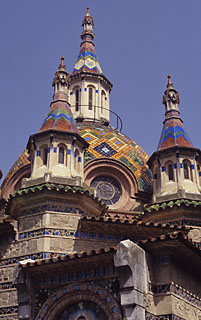
Iglesia de San Román de Lloret de Mar
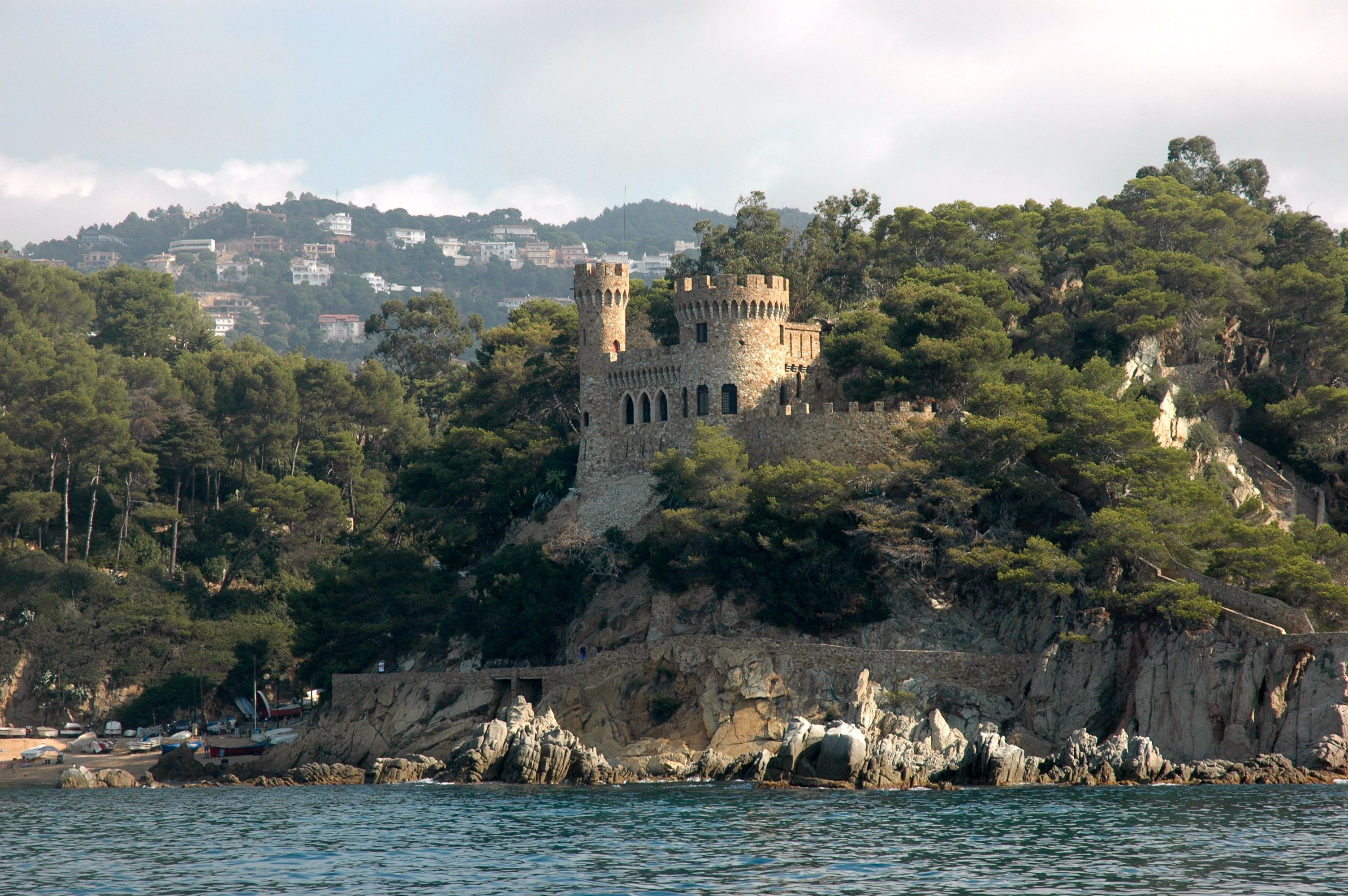
Castillo de Lloret
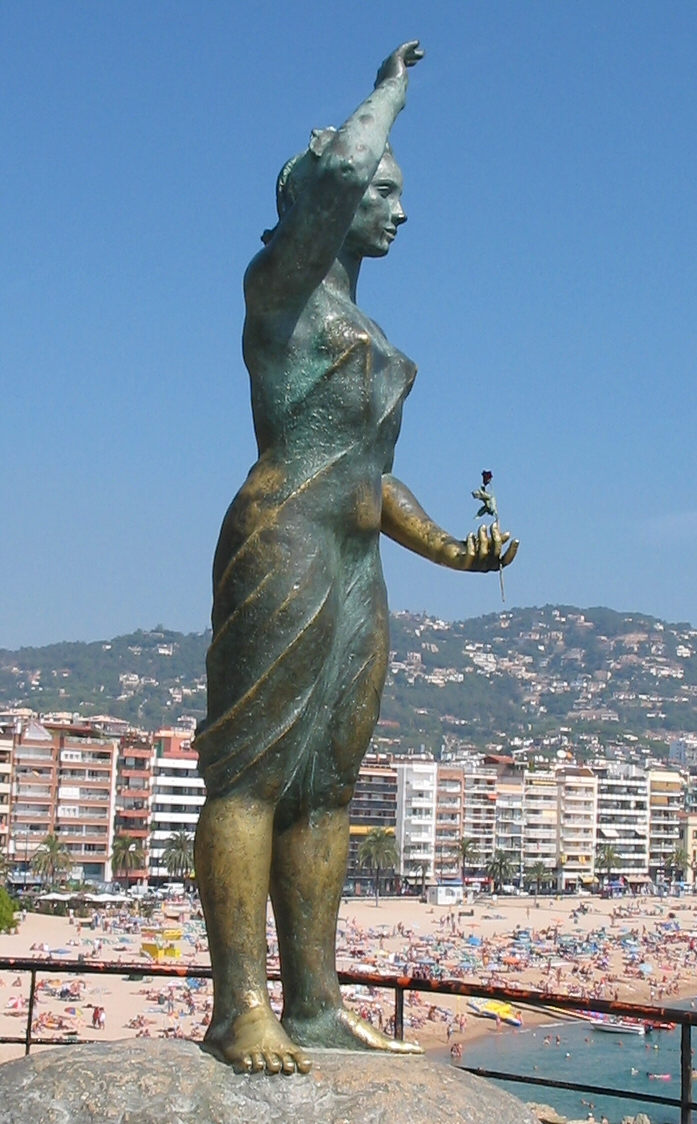
Estatua de La mujer marinera
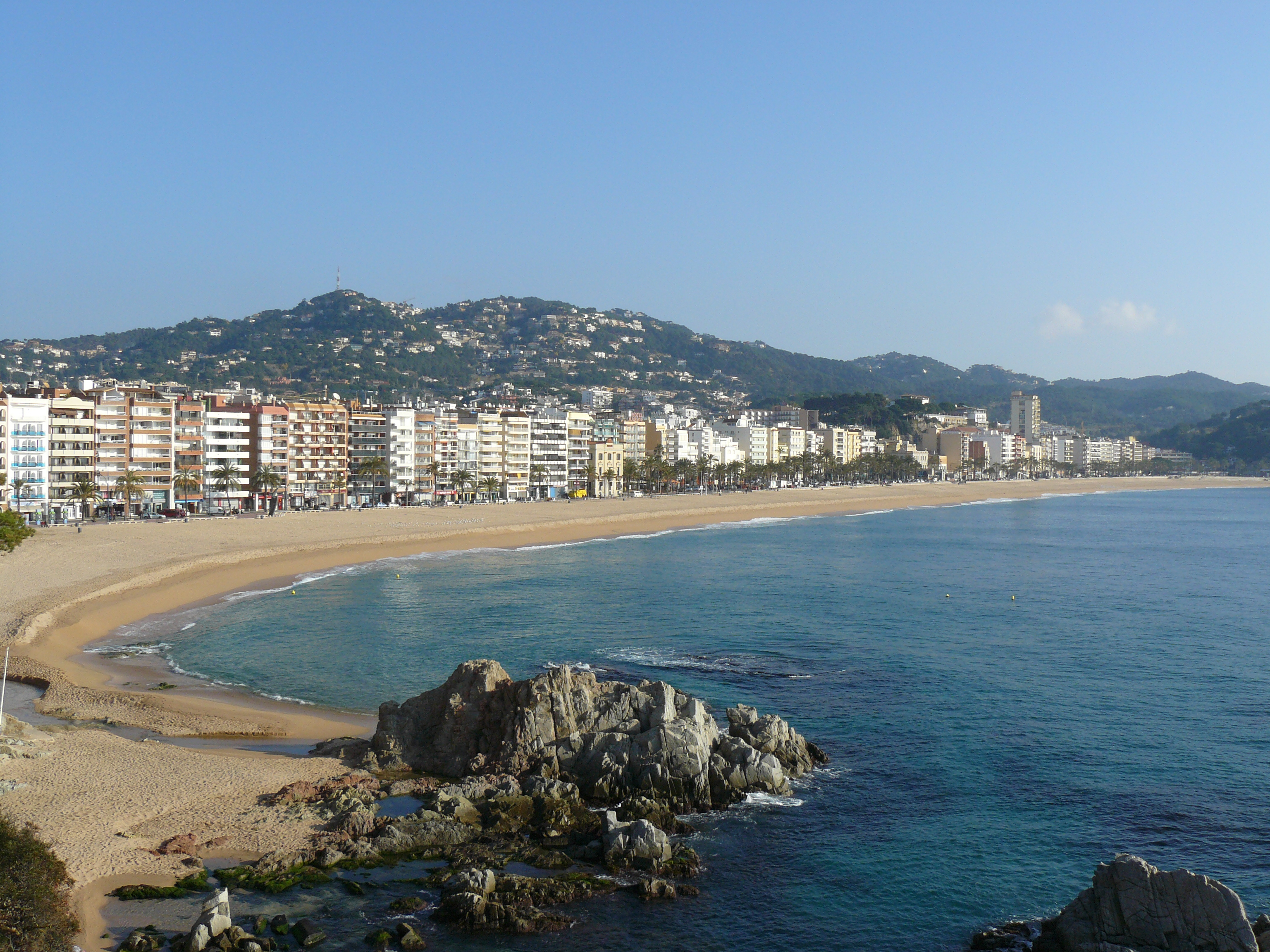
Playa de Lloret
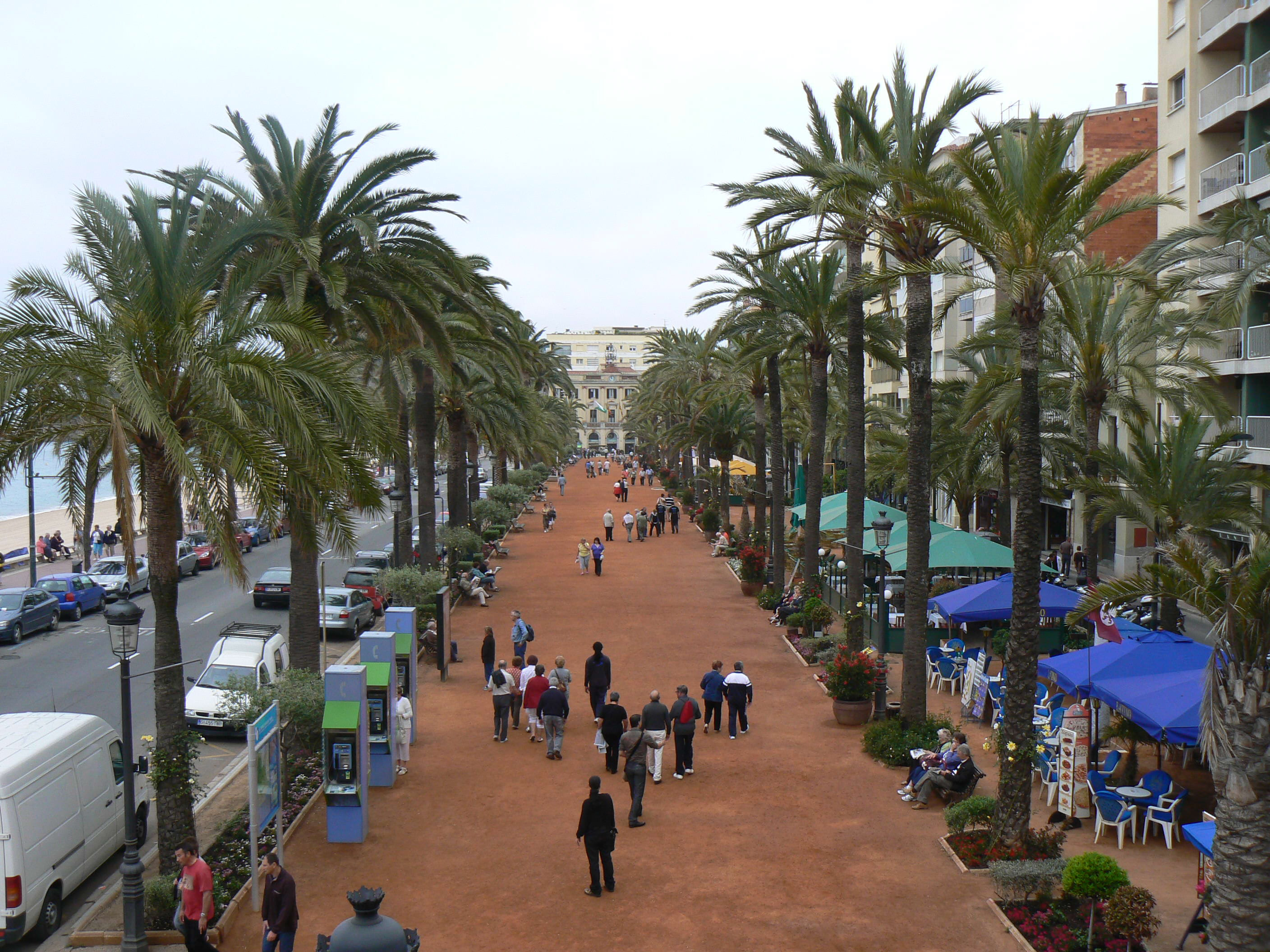
Paseo marítimo
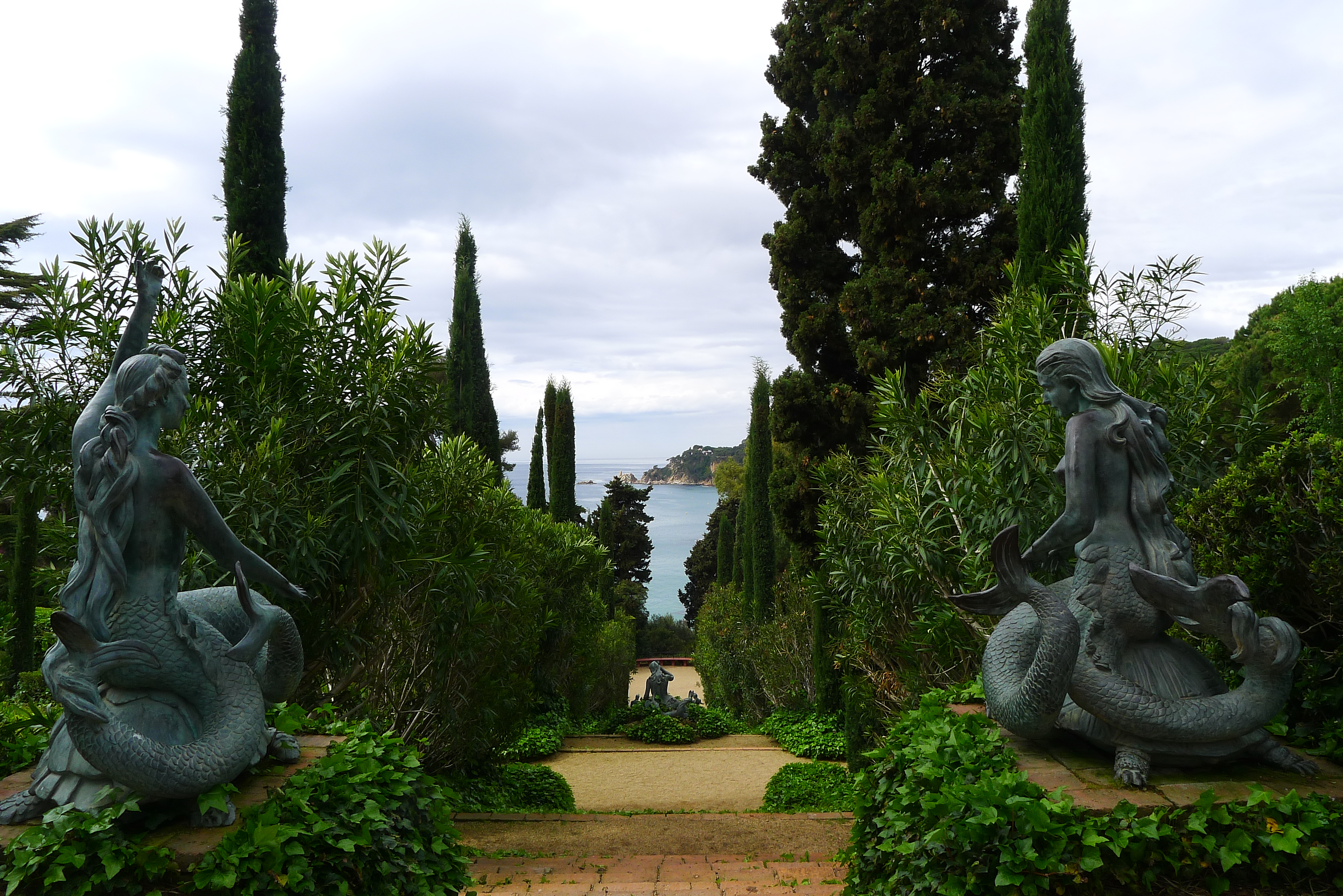
Las Sirenas del jardín botánico de Santa Clotilde
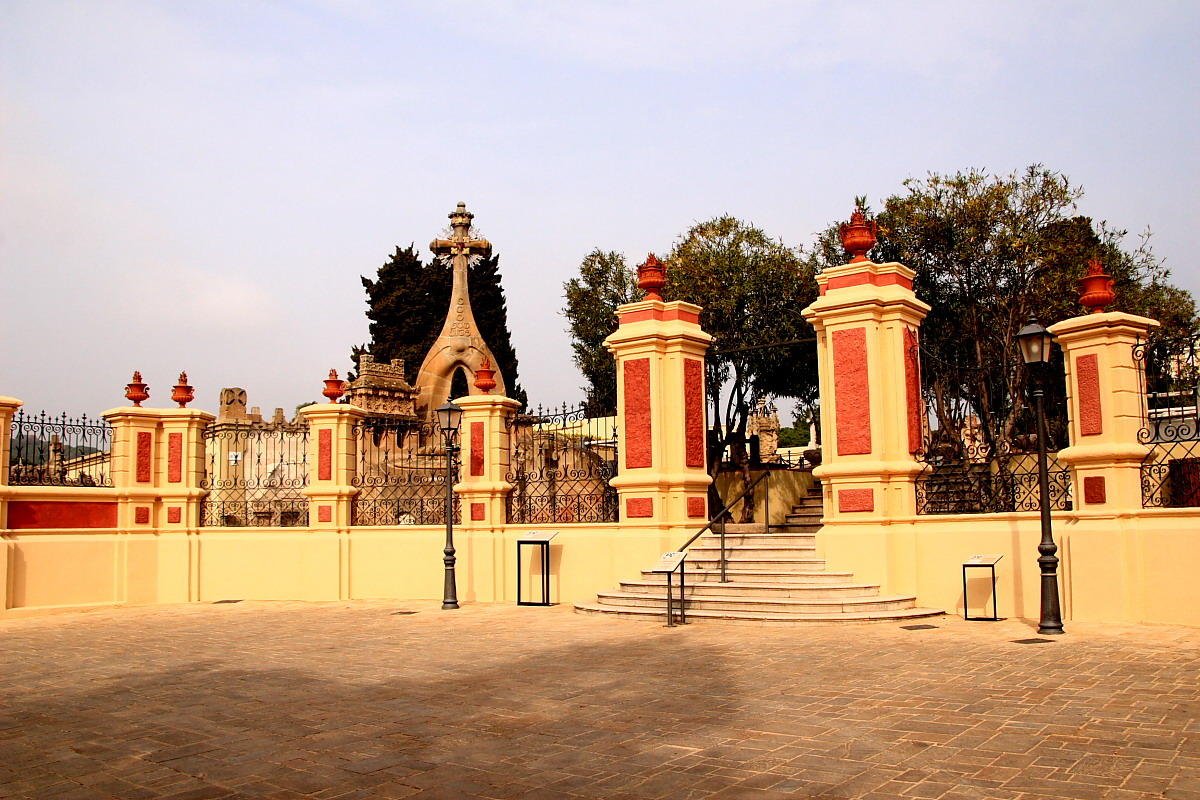
Valla y puerta principal del cementerio modernista
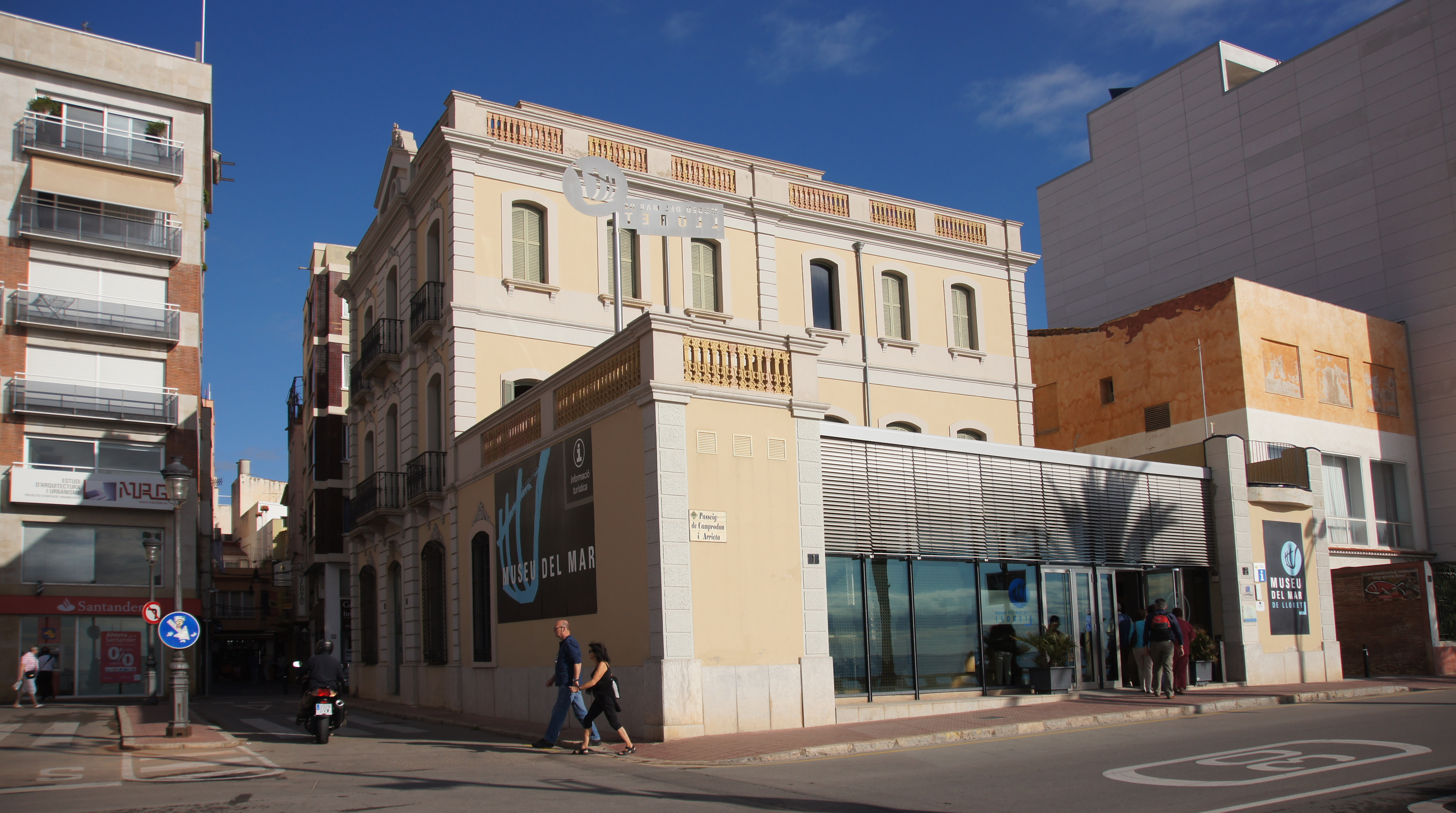
Museo del Mar
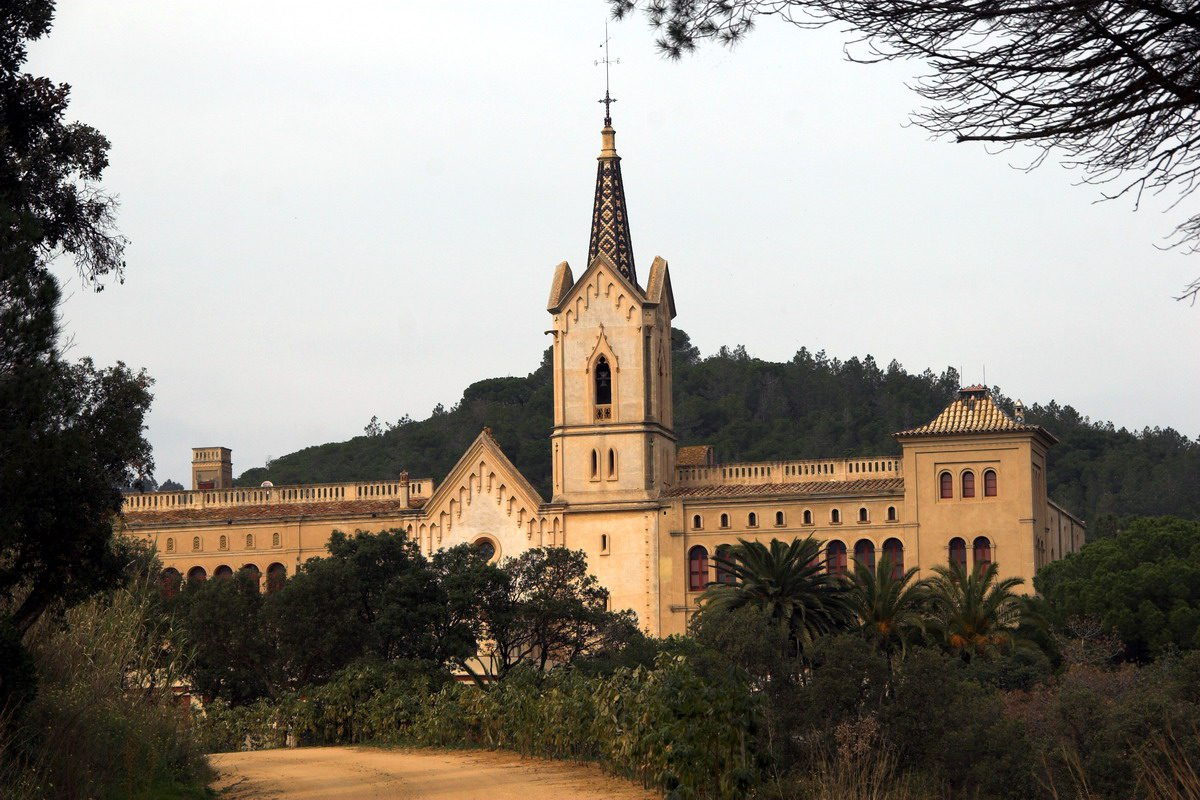
Santuario de San Pedro del Bosque

### Playas y calas

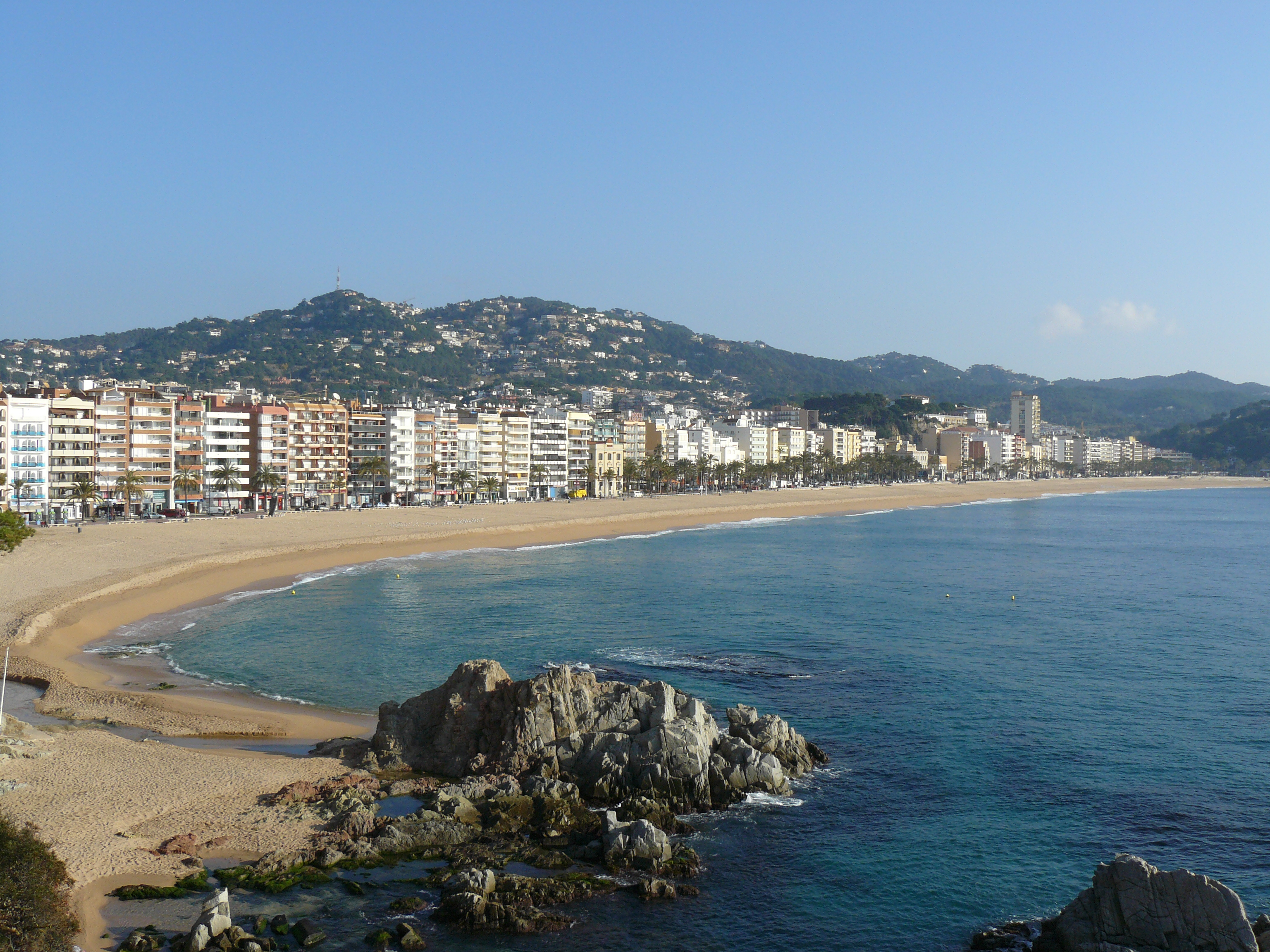
Vista general de la playa de Lloret

Lloret de Mar se ubica en la Costa Brava y entre sus playas se cuentan:
- Cala Morisca
- Playa de Canyelles
- Cala Gran o la Tortuga
- Cala d'en Trons
- Cala dels Frares
- Cala Sa Caleta
- Playa de Lloret
- Cala Banys
- Playa de Fenals
- Cala Sa Boadella
- Playa de Santa Cristina
- Playa de Treumal

### Senderismo

#### Senderos de Gran Recorrido (GR)
El sendero mediterráneo GR92 tiene dos tramos en Lloret de Mar. El GR92TR11 con recorrido Tosa de Mar, playa de Canyelles y Lloret de Mar, de 13,2 km y una duración aproximada de 3 horas 15 minutos, y el GR92TR12 de recorrido Lloret de Mar, Castillo de San Juan, Blanes y Tordera, de 14,4 km y una duración de 3 horas y 40 minutos.

#### Caminos de Ronda
El camino de ronda Lloret de Mar - Fenals constituye un paseo que se puede hacer por la Costa Brava. Este recorrido por los caminos que bordean la costa lloretense va desde la playa de Lloret hasta la playa de Fenals. El recorrido empieza al final del paseo Marítimo de Lloret por el rincón de Garbí, en la cala de Sa Caravera y se suben unas escaleras que bordean un paisaje rocoso. Se pasa Es salt des Burros hasta el monumento de la Mujer Marinera del escultor Ernest Maragall i Noble, y se sigue el camino por las escaleras que bajan hasta Cala Banys, una cala de rocas donde abundan los arrecifes. El camino de ronda sigue por un sendero que atraviesa un bar pasando por un pinar hasta la punta de Fenals, donde se encuentra el castillo medieval de San Juan. Y se deja la torre de vigía por un sendero en dirección a unas escaleras que bajan hasta la plaza Sisquella, situada al principio del paseo marítimo de Fenals.

## Economía
La agricultura y la pesca eran las fuentes de riqueza de la economía tradicional. Actualmente el turismo es la actividad económica primordial, hasta ser la localidad con más turismo de la Costa Brava,[cita requerida] llegando a cuadruplicar su población en la temporada de verano.

### Turismo
En 1987, la oferta de establecimientos turísticos de Lloret representa el 27 % de la Costa Brava, pero la oferta de plazas hoteleras es del 49 % del conjunto de la Costa Brava.
| Lloret de Mar                                | 1956    | 1960    | 1968    | 1972    | 1976    | 1979    | 1983    | 1986    | 2013    |
| -------------------------------------------- | ------- | ------- | ------- | ------- | ------- | ------- | ------- | ------- | ------- |
| Establecimientos de Lloret de Mar            | 34      | 73      | 191     | 210     | 198     | 174     | 171     | 171     | 117     |
| Establecimientos de la Costa Brava           | 181     | 332     | 721     | 756     | 717     | 680     | 610     | 624     | 464     |
| Plazas hoteleras                             | 1956    | 1960    | 1968    | 1972    | 1976    | 1979    | 1983    | 1986    | 2013    |
| Plazas Hoteleras de Lloret de Mar            | 1336    | 3532    | 12 331  | 25 099  | 29 331  | 28 299  | 25 690  | 30 926  | 30 000  |
| Plazas Hoteleras de la Costa Brava           | 6543    | 14 407  | 42 007  | 59 868  | 64 105  | 61 701  | 60 251  | 62 979  | 64 767  |
| Lloret de Mar / Costa Brava                  | 1956    | 1960    | 1968    | 1972    | 1976    | 1979    | 1983    | 1986    | 2013    |
| % establecimientos respecto a la Costa Brava | 18,78 % | 21,99 % | 26,49 % | 27,78 % | 27,62 % | 25,59 % | 28,03 % | 27,40 % | 25,21 % |
| % plazas hoteleras respecto a la Costa Brava | 20,42 % | 24,52 % | 29,35 % | 41,92 % | 45,75 % | 45,86 % | 42,64 % | 49,11 % | 46,31 % |

Anualmente Lloret de Mar acoge el 12 % de los turistas que visitan Cataluña y más del 40 % del conjunto de turistas que visitan la Costa Brava. Lloret de Mar es el quinto destino de sol y playa por volumen de plazas hoteleras de España y el primero de Cataluña. El 50 % de su oferta hotelera es de tres o más estrellas, y el 64 % de las plazas de cinco estrellas y de lujo de la Costa Brava se encuentran en la localidad. La oferta hotelera era en el 2013, de 30 000 plazas hoteleras y de más de 120 establecimientos, donde más de 13 000 plazas corresponden a hoteles de tres estrellas y 11 000 se agrupan en hoteles de cuatro y cinco estrellas.

#### Datos turísticos generales
Lloret de Mar cuenta con más de 120 establecimientos hoteleros, lo que significa unas 30 000 plazas hoteleras. La estancia media es de 5 días y la ocupación del 60 % (datos año 2013).
| Viajeros 2013       | Enero | Febrero | Marzo   | Abril   | Mayo    | Junio   | Julio   | Agosto   | Septiembre | Octubre | Noviembre | Diciembre | TOTAL    |
| ------------------- | ----- | ------- | ------- | ------- | ------- | ------- | ------- | -------- | ---------- | ------- | --------- | --------- | -------- |
| Nacional            | -     | 14 662  | 30 033  | 16 410  | 26 853  | 25 893  | 15 800  | 27 470   | 22 799     | 18 090  | 17 410    | -         | 215 440  |
| Internacional       | -     | 8018    | 33 550  | 69 916  | 87 923  | 114 915 | 141 960 | 151 959  | 110 755    | 64 673  | 18 097    | -         | 801 766  |
|                     | -     | 22 700  | 63 583  | 86 326  | 114 776 | 140 808 | 157 760 | 179 429  | 133 554    | 82 763  | 35 507    | -         | 1017 206 |
| Pernoctaciones 2013 | Enero | Febrero | Marzo   | Abril   | Mayo    | Junio   | Julio   | Agosto   | Septiembre | Octubre | Noviembre | Diciembre | TOTAL    |
| Nacional            | -     | 39 868  | 119 652 | 89 287  | 97 775  | 47 310  | 43 649  | 90 885   | 55 626     | 51 218  | 44 029    | -         | 679 299  |
| Internacional       | -     | 31 207  | 121 651 | 275 090 | 409 867 | 600 258 | 900 216 | 925 347  | 637 140    | 341 394 | 68 367    | -         | 4310 537 |
|                     | -     | 71 075  | 241 303 | 364 377 | 507 642 | 647 568 | 943 865 | 1016 232 | 692 766    | 392 612 | 112 396   | -         | 4989 836 |
| Estancia media 2013 | Enero | Febrero | Marzo   | Abril   | Mayo    | Junio   | Julio   | Agosto   | Septiembre | Octubre | Noviembre | Diciembre | TOTAL    |
| Días                | -     | 3,13    | 3,8     | 4,22    | 4,42    | 4,6     | 5,98    | 5,66     | 5,19       | 4,74    | 3,17      | -         |          |

| Lloret de Mar | Enero | Febrero | Marzo  | Abril  | Mayo    | Junio   | Julio   | Agosto  | Septiembre | Octubre | Noviembre | Diciembre | TOTAL    |
| ------------- | ----- | ------- | ------ | ------ | ------- | ------- | ------- | ------- | ---------- | ------- | --------- | --------- | -------- |
| 2012          | -     | 27 862  | 51 194 | 99 872 | 99 600  | 123 004 | 150 330 | 158 863 | 135 200    | 73 778  | 37 698    | 17 844    | 975 245  |
| 2013          | -     | 22 700  | 63 583 | 86 326 | 114 776 | 140 808 | 157 760 | 179 429 | 133 554    | 82 762  | 35 507    | 0         | 1017 206 |

#### Distinciones turísticas
La certificación de Destino de Turismo Deportivo es un sello de especialización que otorga la Agencia Catalana de Turismo (ACT) para promocionar aquellos destinos turísticos adecuados para la práctica de diferentes modalidades deportivas que se distinguen por ofrecer recursos y servicios de alta calidad dirigidos a deportistas de élite, profesionales, amateurs y turistas que quieran practicar actividades deportivas. Lloret de Mar está certificado como Destino Deportivo desde 2006: dispone de una oferta deportiva de calidad y multidisciplinar concentrada en una única zona deportiva y en el centro de la población, rodeada por la zona hotelera y comercial y a 800 m de la playa.
En 2010 recibe la distinción de Destino Turístico Familiar por la Generalidad de Cataluña.

#### Modelo turístico delsigloXXI
En los últimos años Lloret de Mar se ha redefinido como un destino turístico de playa urbana, un concepto de destino de costa en la que los atractivos naturales de sol y playa se ven complementados con un conjunto de valores añadidos del territorio como son su historia, sus ciudadanos, tradiciones y costumbres, patrimonio cultural y una oferta comercial de ocio, turismo y servicios. Configura en el 2010 su Plan Estratégico de Turismo que aglutinaba una década de trabajo conjunto entre Administración y sector privado, y que se inició en el 2003 con la creación de la entidad Lloret Turismo.
El Plan se encuentra en pleno desarrollo con dos objetivos básicos. Por un lado, acceder a uno de los Planes de Reconversión de Destinos Turísticos, proyectos de re-calificación de destinos para la reconversión y modernización integral de destinos maduros con proyección internacional y potencial, liderados por el Gobierno Estatal con la colaboración de la Generalidad de Cataluña. Y por otro lado, consolidar sus productos estratégicos (playa urbana, turismo deportivo y turismo de negocios) como una estrategia para fomentar la desestacionalización de la temporada. En marzo de 2014 consigue el primer objetivo con la firma del Convenio del Plan Piloto para Lloret con la Generalidad de Cataluña.

### Comercio
La fuerte estacionalidad es característica del comercio del municipio. En 1983 había 306 establecimientos fijos y 272 de temporada. Lloret de Mar era la segunda población de la Costa Brava en cuanto a número de comercios después de una población no costera, Figueras.
Lloret de Mar dispone actualmente (2014) de una oferta comercial de un millar de establecimientos con más de 500 locales concentrados en la zona del casco antiguo. A esta amplia oferta hay que añadir que, desde 2010, los comercios de Lloret de Mar pueden abrir todos los días del año, domingos incluidos. A lo largo del año se celebran actividades y ferias comerciales como la Tienda en la calle o la Feria Medieval entre otros. Se recomienda también la visita al Mercado semanal de los martes y al mercado municipal. También se da protagonismo a la dinamización comercial del municipio con eventos como la Shopping Night, una noche que permite a los visitantes hacer compras hasta la madrugada.

## Cultura

### Ocio
El municipio de Lloret de Mar posee una completa oferta de ocio para niños y adultos como karting, minigolfs y parques lúdicos:
- Casino: El Gran Casino Costa Brava es uno de los complejos de ocio más populares del sur de Europa. Se encuentran mesas de juego, máquinas de azar, póquer, y también se pueden realizar congresos y convenciones.
- Spa y Wellness: La ciudad se encuentra ubicada entre colinas que la protegen del frío y del viento y su cercanía al mar, suaviza la temperatura. Por esta razón, posee programas especiales para el bienestar físico y mental, anti-estrés y tratamientos con técnicas de salud y relajación provenientes de culturas orientales y occidentales.
- Vies Braves: Lloret de Mar es uno de los nueve municipios de la Costa Brava que dispone de un carril acuático en el mar (o vía brava). Creado entre la playa de Fenals y la de Santa Cristina, los usuarios puedan nadar tranquilamente los 1200 m que separan las dos playas. Dispone de una salida de emergencia en Cala Banys.[19]

También poseyó una plaza de toros que fue bautizada con el nombre de un torero (coso de José Luis Moreno). Era completamente idéntica a la de San Feliú de Guixols siendo derribada en el año 2006.

### Deportes

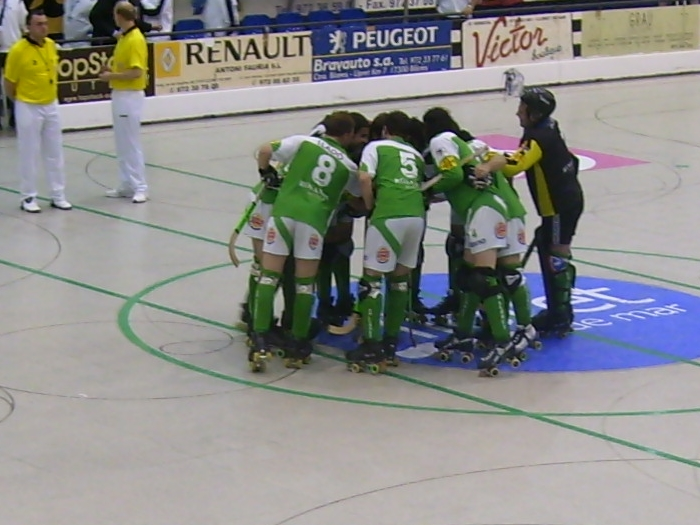
Club Hoquei Lloret

Lloret de Mar ha sido una localidad con un pasado histórico deportivo:
- El club de fútbol Lloret es uno de los clubs con más antigüedad de la comarca de la Selva. Fundado en 1921, actualmente dispone de 20 equipos de diferentes categorías con más de 350 jugadores federados en las diferentes estructuras de competición y formación.
- Asimismo el Club de Hoquei Lloret se fundó en el año 1969, llegando a Primera División Nacional la temporada 1981/82, y consiguiendo cuatro años más tarde el ascenso a la División de Honor, aunque tan solo jugó en ella dos temporadas.
- También tuvo un club de béisbol, el Pops de Lloret, en los años cincuenta y sesenta, la época dorada del béisbol en España. El Pops fue fundado por Álex Colomer, Nasi Brugueras y Roque Romero, veraneantes que frecuentaban los ya desaparecidos Baños Ventura. Roque Romero, nacido en Mendavia (Navarra), fue también el fundador del Club Náutico de Lloret de Mar.

#### Equipamientos
Lloret de Mar dispone de una oferta de instalaciones y equipamientos deportivos. Su tradición deportiva en el fútbol y el hockey, más la turística, hace que 100 000 deportistas participen cada año en competiciones, estancias y torneos desde los años 90.
La piscina municipal cubierta de medidas olímpicas (50 m), dispone de una zona con fondo móvil que permite ajustar la profundidad para diferentes actividades.
Lloret de Mar es una de las sedes del Mediterrean International Cup (MIC), un torneo mundial de fútbol para jóvenes promesas en el que participan los equipos de las categorías inferiores de los mejores clubes del mundo. En esta competición, que se celebra desde 2001, han participado jugadores como Messi, Cesc, Neymar, Juan Mata, Gerard Piqué, Marcelo o Sergio Busquets. En el año 2013, la localidad acogió 226 eventos y estancias deportivas.

### Festividades y eventos
- Carnavales: todos los años en el mes de febrero.
- Rally Costa Brava: durante el mes de marzo.
- Mediterranean National Cup: torneo de jóvenes promesas del fútbol que se realiza durante el mes de abril.
- Lloret Formula Weekend: acontecimiento tematizado alrededor del mundo de la Fórmula 1 un fin de semana del mes de mayo.
- Jornadas Gastronómicas del Arroz: Tienen lugar durante el mes de mayo.
- Feria de los Americanos: fin de semana del mes de julio, en que se recrea un viaje al pasado con el fin de recordar la época indiana.
- Fiesta mayor de Santa Cristina: festividad local que se celebra cada 24 de julio.
- Memorial Pomares, Torneo homenaje a Juan Antonio Pomares, antiguo jugador del Lloret que murió de infarto.
- Marcha Popular a las Playas: carrera popular de 11 kilómetros, la mayoría de los cuales siguiendo del litoral, por el camino de ronda. Último fin de semana de septiembre.
- Jornadas Gastronómicas del Pescado del Art: jornadas gastronómicas de pescado y marisco que recuerdan el pasado marinero de Lloret de Mar y su vinculación con el mar. Mes de octubre.
- Rally Costa Brava Histórico: competición que da la posibilidad a los espectadores de disfrutar en directo de pilotos y copilotos de rally convertidos en leyendas. Mes de octubre.
- Fiesta mayor de invierno, Sant Romà: festividad local que se celebra cada 18 de noviembre.
- Fiesta del "traginer": festividad que se celebra en la ermita de Les Alegries.

## Comunicaciones
Lloret de Mar se encuentra a 78 kilómetros de Barcelona, a 40 de Gerona y a 115 de Perpiñán.

### Carreteras
A Lloret de Mar llegan tres carreteras que comunican la ciudad con la parte norte de la costa, la parte sur y el interior, pasando por Tosa de Mar, Blanes y Vidreras, respectivamente. Todas estas vías presentan una densidad de tráfico muy elevada, sobre todo en verano. La carretera que va hacia el interior es la principal vía de comunicación con el exterior, ya que es la que comunica con la N-II, con la autopista y el aeropuerto Gerona - Costa Brava. Las dos primeras son los ejes de comunicación con Barcelona, que está a 80 km, y con la frontera con Francia, a unos 100 km.
Por el sur, la autopista de la costa C-32 conecta Barcelona con Lloret (salida 134) hasta Blanes, donde los últimos 12 kilómetros deben efectuarse por las carreteras GI-600 en dirección a Blanes y la GI-682 dirección Lloret de Mar.
Por el norte, desde Francia se debe seguir por la autopista AP-7 / A-2 hasta la salida 9 (Lloret de Mar). Los últimos 14 km. deben realizarse por la carretera C-63.
Por el noreste, 12 km por la carretera GI-682 separan Lloret de Tosa de Mar.

### Red de autocares de línea
Lloret de Mar está conectada con Barcelona, Gerona y las principales ciudades europeas a través de líneas regulares y servicios discrecionales. Lloret dispone de una Terminal de autobuses internacional y de terminales privadas que dan servicio a los autocaristas extranjeros.
| Recorrido                                 | Compañía          | Recorrido                               | Compañía          |
| ----------------------------------------- | ----------------- | --------------------------------------- | ----------------- |
| Lloret de Mar – Barcelona                 | Sarfa             | Lloret de Mar – Aeropuerto de Barcelona | Sarfa             |
| Lloret de Mar – Gerona centro             | Autocares Mas     | Lloret de Mar – Aeropuerto de Gerona    | Sarfa             |
| Lloret de Mar – Blanes centro             | Transportes Pujol | Lloret de Mar – Blanes estación         | Transportes Pujol |
| Lloret de Mar – Tosa de Mar               | Transportes Pujol | Lloret de Mar – Olot                    | Teisa Bus         |
| Lloret de Mar – Cadaqués                  | Sarfa             | Lloret de Mar – Palafrugell             | Sarfa             |
| Servicio de Transfer Aeropuerto de Gerona | Viajes Anubis     |                                         |                   |

### Red urbana
La red de autobuses urbanos conecta los diferentes barrios y zonas turísticas de la población. Sus vehículos se encuentran adaptados para personas con deficiencias de movilidad
| Línea | Nombre  | Recorrido                                       | Línea | Nombre  | Recorrido                               |
| ----- | ------- | ----------------------------------------------- | ----- | ------- | --------------------------------------- |
| L1    | Línea 1 | Lloret centro – Urbanización Lloret Residencial | L2    | Línea 2 | Lloret urbano - Fenals                  |
| L3    | Línea 3 | Lloret centro – Playa Cala Cañellas             | L4    | Línea 4 | Lloret centro – Los Llorers/Can Ballell |
| L5    | Línea 5 | Lloret centro – Urbanización Puigventós         |       |         |                                         |

### Taxis
Lloret dispone de 4 paradas de Taxi y una flota de más de 40 taxis que da servicio las 24 horas del día, durante todo el año. Hay de 4 a 7 plazas y para personas con movilidad reducida. Se reconocen por ser blancos y con la señal identificativa.

### Tren
No dispone de ninguna conexión directa en tren, pero se ubica cerca de las dos líneas principales que conectan con Barcelona y Francia. Para ir a Barcelona se utiliza la línea de cercanías de la costa desde Blanes Estación. Para ir a Blanes salen desde la estación de Lloret, autobuses de la compañía Pujol cada media hora. Los trenes dirección Barcelona salen cada media hora y el trayecto dura 1 hora y 20 minutos. Desde enero del 2013, Madrid y París se encuentran conectadas por el tren de alta velocidad AVE cuya estación más cercana a Lloret de Mar se encuentra en Gerona.

### Puerto de Cañellas
El puerto náutico de Cañellas es el único puerto deportivo de Lloret de Mar, situado en la playa de Cañellas, y donde se pueden amarrar embarcaciones de tamaño medio.

### Cruceros marítimos
Lloret de Mar dispone de un servicio de cruceros turísticos que conectan con las poblaciones vecinas de Blanes, Tosa de Mar y San Feliu de Guíxols durante la temporada de verano.

### Aeropuerto
Los aeropuertos más cercanos son el de Gerona-Costabrava a 30 km y el de Barcelona a 75 km. El aeropuerto de Gerona, gracias a sus vuelos de bajo coste, comunica Lloret de Mar con un buen número de ciudades europeas y también tiene un importante tráfico de vuelos chárter. El aeropuerto de Barcelona está conectado con vuelos regulares con las principales ciudades del mundo y a 90 minutos en coche, se encuentra el aeropuerto de Perpiñán.

## Hermanamientos
Lloret de Mar mantiene una relación de hermanamiento con las localidades de:
- Cúllar (España)
- Bolsena (Italia)